# Bedeutungswandel
Bedeutungswandel ist neben Wortbildung und Entlehnung eines der drei Hauptverfahren des Bezeichnungswandels, des Gegenstands der Historischen Onomasiologie. Der Bedeutungswandel kann bis zur Bedeutungsumkehr gehen.

## Typen des semantischen Bedeutungswandels
Wichtige Bedeutungswandelarten werden im Folgenden beschrieben.

### Metapher, Metonymie, Synekdoche
Metapher ist Bedeutungswandel, der auf Ähnlichkeit beruht. Beispiel: Maus „Nagetier“ → Maus „Computerzubehör“
Metonymie ist Bedeutungswandel, der auf „Berührung“ beruht. Zwei Dinge treten in der Welt typischerweise gleichzeitig auf und die Bezeichnung des einen überträgt sich auf das andere Ding. Beispiel: Glas „Material“ → Glas „Produkt“ (Bezeichnungsübertragung vom Rohstoff auf das daraus hergestellte Trinkgefäß).
Manche setzen neben der Metonymie als separaten Typ des Bedeutungswandels die Synekdoche an, die auf einer „Teil-Ganzes-Beziehung“ beruht.

### Bedeutungsverengung und Bedeutungserweiterung
Bedeutungsverengung (Spezialisierung) ist (nach Leonard Bloomfield, Andreas Blank und Joachim Grzega) ein Bedeutungswandel, bei dem der Oberbegriff zum Unterbegriff wird. Sprich, der Bedeutungsumfang wird kleiner, dadurch dass noch weitere, spezialisierende Merkmale zu dem ursprünglichen Inhalt dazugekommen sind.
Bedeutungserweiterung (Generalisierung, Amplifikation) ist der umgekehrte Prozess.
Beispiele:
- Altenglisch dēor bezeichnet das wildlebende Tier.[2] Im Neuenglisch bezeichnet das Wort deer nur noch den Hirsch und das Reh (Bedeutungsverengung).[3]
- Althochdeutsch tior und mittelhochdeutsch tier bezeichnen das wildlebende Tier.[4] Im Neuhochdeutschen ist Tier eine Bezeichnung für alle Arten von Tieren (Bedeutungserweiterung).

### Bedeutungsverbesserung oder Bedeutungsverschlechterung
Siehe auch Bedeutungsverschlechterung (Pejorisierung, Pejoration)
Bedeutungsverbesserung oder -verschlechterung führt zu einer Änderung der sprachlichen (stilistischen) Ebene. Zum Beispiel kann ein euphemistisch verwendetes Wort die ursprünglich „schlechten“ Eigenschaften des vertretenen Wortes übernehmen und dadurch eine Stufe tiefer sinken (Bedeutungsverschlechterung – siehe auch Euphemismus-Tretmühle). Aber auch das Umgekehrte, eine Bedeutungsverbesserung, ist möglich. Die Bedeutungsverschlechterung wird auch Pejoration genannt, die Bedeutungsverbesserung Melioration.
| Standardbeispiel Bedeutungsverschlechterung von Frauenbezeichnungen     | Standardbeispiel Bedeutungsverschlechterung von Frauenbezeichnungen                                                   | Standardbeispiel Bedeutungsverschlechterung von Frauenbezeichnungen |
| Althochdeutsch                                                          | Mittelhochdeutsch | Neuhochdeutsch |
| ----------------------------------------------------------------------- | --- | --- |
| diorna: junges Mädchen                                                  | dierne: junge Dienerin, Magd (Funktionalisierung)                                                                     | Dirne: Prostituierte (ab 16. Jh.) (soziale Abwertung durch Sexualisierung) |
| wīb: (Ehe-)Frau                                                         | wīp: (Ehe-)Frau | Weib: schlampige, liederliche Frau (Schimpfwort) (soziale Abwertung) „(junge) Frau als Gegenstand sexueller Begierde als (potenzielle) Geschlechtspartnerin“ (umgangssprachlich) (Sexualisierung)                         |
| frouwa: Herrin, adlige Frau                                             | vrouwe: verheiratete, sozial hochstehende Frau                                                                        | Frau: Ehefrau (Ehebezogen einordnende Funktionalisierung); Frau (soziale Abwertung) |
| frouwelīn: junge Herrin, Gebieterin, Dame, Frau von Stand               | vröu(we)līn: Mädchen niederen Standes (soziale Abwertung); feile Dirne, Hure (soziale Abwertung durch Sexualisierung) | Fräulein: unverheiratete Frau (Ehebezogen einordnende Funktionalisierung); auch Kellnerin/Bedienung (Funktionalisierung und soziale Abwertung) später Wegfall von Fräulein (ab ca. 1975 durch feministische Sprachkritik) |
| magad: junge, unverheiratete Frau (Jungfrau Maria)                      | maget: junge, unverheiratete Frau (Jungfrau Maria)                                                                    | Magd: Haus-/Hofangestellte für grobe, einfache Arbeiten (soziale Abwertung) |
| Mademoiselle (französisch): hohe, ehrwürdige, junge unverheiratete Frau | Mademoiselle (frühneuhochdeutsch): hochstehende junge Frau                                                            | Mamsell: 1. einfache Küchenangestellte (soziale Abwertung) 2. Prostituierte (Sexualisierung) |

Neuere Ansätze (z. B. jener von Andreas Blank 1997) sehen von Bedeutungsverbesserung und -verschlechterung als eigene Typen des Bedeutungswandels ab, weil die Frage nach „besser“ und „schlechter“ nicht neutral beantwortet werden kann; man geht davon aus, dass sich alle Fälle in die weiter oben genannten Kategorien einordnen lassen. Dies gilt auch für das obige Standardbeispiel. Andere sind der Auffassung, dass die Reduktion nur in den „allermeisten“ Beispielen möglich ist.

## Ursachen und Ausbreitung
Ursachen für den Bedeutungswandel sind vielfältig. Unter anderem können Ursachen sein:
- Bedürfnis nach beschönigender Ausdrucksweise
- Streben nach bildhafter Ausdrucksweise
- Bedarf an einer neuen Bezeichnung für etwas bisher Unbekanntes
- Verschwinden bestimmter Gegenstände oder Handlungen aus dem täglichen Leben
- Wegfall der ursprünglich vorhandenen bezeichneten Gegenstände oder Handlungen durch Weiterentwicklung der Gesellschaft
- Weiterentwicklung der Wissenschaft, die zum Wegfall von Teilbedeutungen führt
- Psychologische Eigenschaften des Wortes (zum Beispiel kann Absinken der stilistischen Ebene in einem Bereich zum Verschwinden des Wortes in einem anderen Bereich führen.)
- Änderung durch lautliche Veränderungen

Eine neue Bedeutung tritt oft zunächst in einer bestimmten Sprechergruppe auf und verbreitet sich allmählich. Die alte Bedeutung wird oft verdrängt, sie kann aber auch parallel weiter existieren.